# Taraz
Taraz (in kazako Тараз?)  (406 262 ab.), un tempo chiamata Džambul (in russo Džambul?), è una città del Kazakistan situata nella regione di Zhambyl; è nota per la produzione di vodka.
Una delle più antiche città del Kazakistan e della Transoxania, costruita e popolata dagli antichi Sogdiani, Taraz ha celebrato il suo 2000º anniversario ufficiale (riconosciuto dall'UNESCO) nel 2001, risalente a una fortezza costruita nella zona da un Xiongnu Chanyu di nome Zhizhi ed era un sito della battaglia di Zhizhi nel 36 a.C. La città fu registrata per la prima volta sotto il nome di "Talas" nel 568 d.C. da Menandro Protettore. La città medievale era un importante centro commerciale lungo la Via della Seta. Talas fu in seguito descritta da Xuánzàng, che passò dalla città nel 629 e in seguito scrisse:
 L'alfabeto Talas, una variante della scritta turca "runiforme" dell'Orkhon, prende il nome dalla città. Talas si assicurò un posto nella storia in virtù della Battaglia del Talas (751 d.C.), che fu combattuta tra le forze della dinastia Tang cinese e quelle del califfato abbaside arabo. La battaglia ebbe luogo da qualche parte lungo il fiume Talas nella valle di Talas. Uno dei suoi risultati indiretti fu l'introduzione della carta, attraverso la cattura araba di produttori di carta cinesi.

## Storia

### Panoramica
Numerosi reperti e monumenti archeologici ai piedi del Karatau e nell'oasi di Talas-Assin mostrano l'antichità degli insediamenti nella valle del fiume Talas, sostenendo la pretesa che Taraz sia la città più antica del Kazakistan. La storia della città è composta da diversi periodi storici, interrotti dalla distruzione e dallo spopolamento. La prima città di riferimento storicamente registrata legata a Taraz e la base per l'affermazione di una storia vecchia di 2 000 anni è la fortezza di Zhizhi che esistette brevemente nel sito della moderna Taraz nel I secolo a.C.. Una città nota come "Taraz" (o "Talas") viene quindi registrata nel VI secolo ed è nota per essere esistita fino al suo declino nel XIII secolo. Il terzo periodo storico inizia con l'istituzione di una fortezza di Kokand alla fine del XVIII secolo, che nel 1864 fu chiamata Auliye-Ata (dalle parole uzbeche che significa santo e padre). Nel 1936, la città fu ribattezzata Mirzoyan (russo: Мирзоян), dopo Levon Mirzoyan. Dopo l'arresto di Mirzoyan nel 1938, la città fu ribattezzata Dzhambul (in russo: Джамбул), in onore del poeta tradizionale sovietico di origine kazaka Džambul Džabaev. Nel 1993, l'ortografia del nome della città fu ufficialmente cambiata in Jambyl (in kazako Жамбыл?), e nel 1997 la città fu ribattezzata Taraz.

### Epoca preistorica
La scoperta di grotte e antichi campeggi durante le indagini sulla parte orientale dell'oasi Talas-Assinsky, nello sperone dei Campi Karata ha confermato l'opinione di Bernshtam (espressa nel 1903) che la Valle di Talas fu colonizzata prima del I secolo a.C.: 
I resti della cultura materiale che sono stati trovati durante gli scavi di Taraz parlano dello stile di vita in questo territorio al periodo neolitico.

### Epoca antica
La scoperta di ornamenti pettorali, di statue in bronzo di re e resti di prodotti ceramici in parti separate della valle del fiume Talas sono la prova dell'esistenza della vita nella regione nell'epoca del bronzo. Secondo gli scavi archeologici e le fonti scritte disponibili, le unioni tribali degli sciti Saka si erano formate in questo territorio dal VII-VIII secolo a.C.
Hanshu, dal 70 del I secolo, parla della fortezza costruita sul fiume Talas da Zhizhi Chanyu, un principe degli Unni (Xiongnu, Hsiung-nu, ecc.). Si ritiene che la fortezza sia stata eretta sul sito della moderna Taraz.
Una leggenda vuole che fosse uno dei siti in cui si fosse rifugiata la legione perduta di Crasso, scampata alla disfatta dei Romani da parte dei Parti a Carre nel 57 a.C. Le prime scoperte effettuate su tali luoghi sono datate intorno al (VI secolo).

### L'epoca medievale

#### I primi riferimenti
Secondo l'opinione espressa nel 1903 dagli autori del libro "Turkistan" l'antica Taraz (allora nota come Talas) era situata sotto il moderno abitato. Tuttavia, la scarsità di informazioni, l'inesattezza delle descrizioni e la debolezza della geografia hanno reso impossibile conoscere la posizione fino al 1936. La ricerca del professor Wilhelm Barthold ha stabilito che la posizione dell'antica Taraz era sotto il Bazar verde. Ulteriori ricerche e scavi archeologici, che furono realizzati da una spedizione dell'Accademia delle scienze dell'URSS nel 1938 sotto la supervisione di A. Bernshtam e G. Patsevich alla profondità di 2-6 metri, permisero di ricostruire l'aspetto culturale e l'importanza economica dell'antica Taraz. Gli ultimi dati archeologici hanno notevolmente ampliato le idee sulla città.
L'anno di fondazione generalmente è accettato come il 568 d.C., la data del primo documento scritto secondo le fonti greche. A quel tempo la Grande Via della Seta attraversava il Kazakistan meridionale. Essa ha svolto un ruolo importante negli scambi commerciali e culturali tra Cina, India, Bisanzio e Persia. Taraz si sviluppò come città fortificata su questa massiccia arteria transcontinentale. Il clima relativamente delicato, il terreno fertile e i ricchi pascoli hanno attirato molti allevatori e commercianti. Negli anni '60 del VI secolo il territorio della prima sezione del Khaganato turco comprendeva Taraz. I mercanti sogdiani, che controllavano la sezione dell'Asia centrale della via delle carovane, erano interessati a un accesso più facile a Bisanzio e avviarono negoziati commerciali prima con i persiani e poi con Bisanzio. In risposta, Bisanzio mandò ambasciatori al Khaganato turco, e nel 568 l'ambasciata guidata da Zemarco e Maniaco nel Muhan Khan arrivò a Taraz alla corte di Istämi Yabgu. Allo stesso tempo, l'ambasciatore persiano è apparso alla corte del Khagan turco, ma Istemi Yabgu si alleò con Bisanzio.
Sfortunatamente, non è illustrato nelle fonti scritte di quel tempo quale aspetto avesse Taraz, ma si dice che fosse una grande città. Il pellegrino cinese Xuanzang, che passò per Taraz nel 630, arrivò al Ta-lo-se avendo viaggiato per 8 o 9 li (secondo le misure cinesi questa misura equivale a 576 m). A causa delle fonti scritte e delle indagini archeologiche, è noto che dal I secolo a.C.: al V sec d.C. le tribù Kangui (Kanglu) vivevano nella valle del fiume Talas. La somiglianza tra i materiali scavati di Taraz e quelle dei Kurgan delle tribù Gynskyi e Usunskyi-Kanguiskyi mostrano l'introduzione del linguaggio turco. Le caratteristiche e gli elementi mongoli appaiono nella consolidata cultura della popolazione locale principalmente europea. Secondo la dichiarazione di A. N. Bernshtam, fu un periodo di etnogenesi per le moderne popolazioni turche dell'Asia centrale Taraz fu così unita al Khanato turco occidentale. Sembra, come per altre città della regione, che essa abbia assorbito l'influenza della cultura sogdiana. Le prove suggeriscono che a Taraz, come in altre città del Kazakistan meridionale, i turchi rappresentavano il principale elemento etnico della popolazione nei secoli IV-XIII, insieme a Sarti, Arabi e Persiani. Le fonti scritte di materiale paleo-antropologico raccolte dai Kurgan nel Kazakistan meridionale mostrano l'esistenza di stretti legami tra Taraz e gli Kipčaki, popolazioni Qarluq delle valli vicine. Come risultato di una lotta intestina tra i leader tribali turchi all'inizio dell'VIII secolo, la tribù turca nella valle del fiume Ili era divisa in due rami: gialli e neri. I turchi neri (Kara) possedevano la valle del fiume Talas e fecero di Taraz la loro capitale verso la metà del VII secolo. Nel 751 nella regione del fiume Talas, a monte della moderna città di Taraz, un esercito comprendente truppe della dinastia Tang dalla Cina e mercenari turchi di Kara combatterono un esercito del califfato abbaside. Nonostante la vittoria nella battaglia, le forze del Califfato si ritirarono dalla regione. Nel 766 le tribù kara-turche furono sconfitte da Qarlugs dal nord-ovest. Più tardi, quasi tutte le tribù dell'ex Khanato turco occidentale furono conquistate.
Lo sviluppo di Taraz come città emerse come risultato dello sviluppo e del rafforzamento dei legami politici ed economici legati al commercio lungo la Via della seta. Essa rappresentava una sosta importante, fiorendo in mezzo a un clima relativamente gentile, un terreno fertile e dei pascoli ricchi, che attirarono molti allevatori e agricoltori. La lotta tra Persia e Bisanzio per il controllo del percorso costrinse entrambe le parti a cercare alleati. Bisanzio mandò ambasciatori nel Khanato turco occidentale, e Zemarkha Kililyskyi arrivò a Taraz nel 568. Contemporaneamente i Persiani mandarono il loro ambasciatore ai turchi, ma Istemi Khan era dalla parte di Bisanzio.

#### Il periodo islamico e persiano

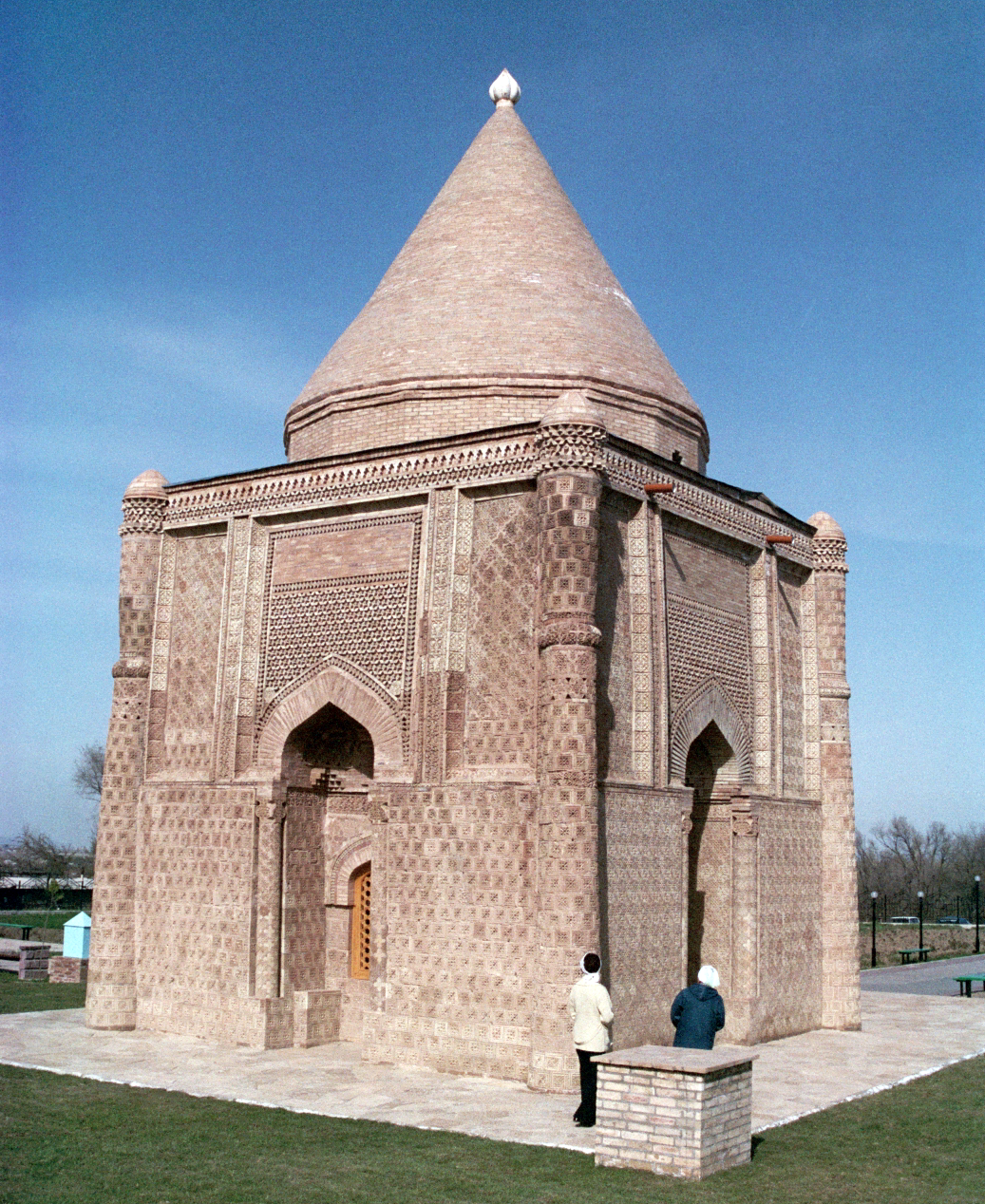
Il mausoleo parzialmente restaurato di Aysha Bibi vicino a Taraz

Questo è il sito della Battaglia del Talas - primo e ultimo scontro militare tra le forze arabe musulmane e le truppe imperiali cinesi nel 750-51 d.C. Dopo la conquista araba dell'Asia centrale nel VII e nell'VIII secolo, i sasanidi persiani occuparono una parte importante dell'Asia centrale nel IX secolo. In quest'epoca Taraz, sviluppandosi a poco a poco era stata una ricca città-stato tipica dell'Asia centrale con una grande popolazione e una vasta zona agricola. Alla fine del IX secolo i Samanidi estesero il loro dominio nelle steppe e catturarono Taraz (893), allora uno dei quartieri generali del Karluk Kaghan. Una grande chiesa fu trasformata in una moschea e, secondo una fonte, l'"Amir di Taraz" abbracciò l'Islam. L'islamizzazione dell'Asia centrale era dovuta in gran parte alle attività dei Samanidi, mentre a Taraz, altre religioni preesistenti come il mazdeismo, il cristianesimo, il buddismo e il tengrismo furono gradualmente sostituite.

#### I Karakhanidi
I Samanidi persiani furono sconfitti dai Karakhanidi turchi che erano una confederazione di Qarluq, Chigili, Yaghma e altre tribù. I Karakhanidi furono i primi gruppi turchi ad essersi convertiti all'Islam in massa, e dal X al XII secolo Taraz fu governata dal Khanato Kara-Khanide come uno stato musulmano. Entro il X secolo Taraz aveva acquisito le caratteristiche distintive della città centroasiatica. L'antica Taraz raggiunse il culmine del suo sviluppo nell'XI-XII secolo sotto i Karakhanidi. Invece di uno stato più o meno centralizzato come i Samanidi, l'Asia centrale Karakhanide era divisa in molti piccoli feudi o appannaggi. Taraz divenne un importante centro. L'indipendenza politica di Taraz e l'autonomia del circolo hanno favorito il loro sviluppo. Il potere della città sotto uno dei governanti, Tugan-Khan, fu così grande che egli intraprese indipendentemente una campagna militare contro Samarcanda e riuscì temporaneamente a conquistarla. Kashgar fu invasa e divenne sotto il potere di Taraz per 15 mesi. Certamente, questo potere politico era il risultato dell'importanza economica della città. Nell'era Karakhanide la parte principale di Taraz, Shahristan e Arg, non crescevano oltre le loro dimensioni nella precedente era Qarluq-Samanide. L'Arg perse il suo principale significato nella vita della città. Lo Shahristan invece divenne il cuore della vita economica e culturale. Fu lì che si installarono tutte le istituzioni militari, amministrative, culturali e di altro genere che governavano la vita nella città-stato feudale medievale. In questo periodo all'interno della città e nelle sue campagne furono costruiti i mausolei di Aisha-Bibi e Karakhan. Taraz aveva un sistema idrico sotterraneo fatto di tubi di terracotta, strade lastricate e raccolta di liquami. Di grande interesse è il Taraz Banya, che era un edificio a cupola multipla costruito in mattoni cotti. A tempo debito, sotto l'influenza delle guerre intestine, i Karakhanidi persero il loro potere e alla fine del XII secolo la città fu conquistata dai Kara-Khitani. Nel 1210 i kara-khitani furono sconfitti da Khwarazmshah Mohammed.

#### I mongoli
Il dominio dei Karakhanidi non durò a lungo perché nel 1220 quasi tutta l'Asia centrale e il territorio del Kazakistan moderno furono invasi dai mongoli. Non c'erano documenti scritti sulla crescita di Taraz sotto i mongoli dopo che la rasero al suolo. I resti di incendio che furono trovati durante lo scavo dimostrano che la città è stata bruciata. Probabilmente fu poi ribattezzata Yany ("Nuova"); menzionato in fonti europee e arabe che scrivono "La città di Yany, chiamata Taraz prima della conquista". I reperti archeologici mostrano che la città un tempo vivace sotto il giogo mongolo perse il suo significato precedente e l'indipendenza. La fioritura della vita stabilita a Taraz finì e iniziò il declino. Sotto i Chagatayid (discendenti di Chagatai Khan) le monete vennero coniate a Taraz fino al 1334. Gli Tsarevichi, che, come afferma Vasa del XIV secolo, "bruciarono l'Orda d'oro, distrussero Taraz e altre città e uccisero la popolazione. Essi poterono prendere e bruciare il resto. Nel 1345 ci fu una menzione della città nella guida stradale come posta sulla rotta commerciale dalla Transoxiana ad Almalyk ". La costante guerra intestina in Asia centrale interferì con il commercio con paesi lontani, e l'apertura della rotta marittima dai paesi dell'Europa occidentale all'India fermò il commercio sull'antica via della seta e portò al declino delle città su questa direttrice .

#### Il ruolo Kazako
Persasi nel tempo, Taraz è menzionata di nuovo nel 1513 con l'arrivo delle tribù kazake. La famosa città medievale e l'ex capitale erano diventate un insediamento semplice, quindi venne dimenticata, così come il suo antico nome. Nel XVI secolo il territorio della città venne assorbito dal Khanato di Kazach. Lo scavo archeologico mostra che i nomadi kazaki furono coinvolti nella rinascita di Taraz con legami culturali che collegavano l'antica città medievale con la cultura del popolo kazako. La conferma di ciò sono i nomi dei canali artificiali allungati dalla città. Sotto i Khan kazaki nell'antica Taraz c'era solo un piccolo insediamento, i cui abitanti erano impegnati nell'artigianato, nell'agricoltura e nell'allevamento del bestiame. Nel 1723 la Valle del Talas, così come la maggior parte del sud del Kazakistan, furono invasi dagli Zungari che la possedettero quasi fino al 1755.

#### Il ruolo dei Qing
Dopo che i zungari furono eliminati dai cinesi Qing nel 1755, l'intero territorio, compresa l'area di Talas, fu annessa dai Qing. I soldati Qing pattugliavano la zona una volta all'anno. I kazaki furono espulsi dalla zona se venivano catturati mentre pascolavano all'interno dell'area.
A seguito della distruzione dei zungari, l'area divenne una terra di nessuno, la Cina dei Qing dovette affrontare una consistente immigrazione transnazionale di cittadini kazaki. Nel 1766, l'imperatore di Qianlong ordinò di accogliere il popolo kazako nell'area di Talas all'interno del confine e di sistemarla correttamente. L'area fu prontamente popolata dai kazaki. In realtà, l'intero Xinjiang fu popolato dal Kazakistan durante il periodo in cui gli aborigeni Mongoli occidentali zungari furono eliminati dai Qing negli anni precedenti.

### Da Auliye-Ata alla moderna Taraz

#### Una fortezza di Kokand
All'inizio del XIX secolo, la parte superiore della valle del fiume Talas fu nuovamente invasa dai nuovi arrivati. Questa volta furono i soldati Kipčaki del Khanato di Kokand. Costruirono alcune piccole fortezze per proteggere il confine e la rotta della carovana principalmente sulle rovine delle antiche città. A causa della posizione relativamente vantaggiosa della fortezza costruita sulle rovine dell'antica Taraz, una nuova città iniziò rapidamente a svilupparsi intorno ad essa. All'inizio fu chiamata Namangan-i Kochek ("piccolo Namangan"), poiché i primi insediamenti provenivano dalla città persiana di Namangan, ora in Uzbekistan. Nel 1856 fu ribattezzata Aulie-Ata, in onore di Karakhan, il fondatore della dinastia dei Karakhanidi. I mullah, usando una leggenda sul mausoleo di Karakhan, costruirono un nuovo mausoleo con minareti, che non aveva nulla in comune con quello vecchio. Questo nuovo mausoleo conserva l'antico nome "Aulie-Ata" ("padre santo"). La città ha preso così lo stesso nome. A quel tempo la città era diventata un considerevole centro commerciale artigianale. Ogni anno si teneva una grande fiera primaverile. I prodotti dell'artigianato e dell'agricoltura furono cambiati con i beni degli allevatori di bestiame. Grandi partite di bestiame comprate in fiera furono inviati a Tashkent e Fergana attraverso il Passo di Karrabul nel Talas-Alatau. La via della carovana attraversava la città a nord, attraverso Akmolinsk (Nur-Sultan) e Petropavlovsk (Petropavl), fino a Omsk.

#### La dominazione russa
Nel 1864 Aulie-Ata si arrese dopo un breve assedio da parte delle forze russe guidate dal generale Michail Grigor'evič Černjaev. Ben presto la linea delle fortificazioni russe dalla steppa fu collegata attraverso Shimkent con la linea del Syr-Darya. Tutta l'intera parte di questa terra venne inclusa nello stato russo. Un nuovo quartiere russo è stato aggiunto alla vecchia Aulie-Ata. Le sue strade erano piene di pioppi piramidali e nuove case furono costruite con mattoni. A quel tempo c'erano 2000-3000 famiglie con case, negozi, ville e abitazioni in mattoni per poveri. All'inizio era governata da un'amministrazione militare, poi nel 1867 divenne il centro di un Uyezd che occupava quasi tutto il territorio della moderna regione di Jambyl del Kazakistan e la regione di Talas del Kirghizistan. La città ha continuato a svolgere un ruolo importante nel commercio del bestiame e nell'allevamento. Sono comparse alcune piccole imprese industriali, compresa la vinificazione. Nel 1876 la prima scuola di tipo europeo fu aperta da un prete russo. A quel tempo in città c'erano 11.700 abitanti - oltre a russi e ucraini c'erano molti uzbeki; i kazaki erano quasi assenti, poiché avevano uno stile di vita nomade. Una descrizione completa della città all'inizio del XX secolo è data in russo. Si dice che Aulie-Ata avesse una grande fiera di mercato e alcuni uffici di trasporto.
La popolazione era composta da russi, uzbeki e kazaki.
La composizione etnica della città secondo il censimento del 1897:
- totale - 11 722
- Uzbeki - 8 460 (72,1%)
- Russi (compresi i bielorussi) - 1 366 (11,6%)
- Kirghizi Kaysak - 589 (5%)
- Sarti (coloni tagiki e uzbeki delle oasi di Zarafshan) - 386 (3,2%)
- Tartari - 266 (2,2%)
- Tagichi (mercanti di lingua persiana dalle oasi di Fergana - 379 (3,2%)

C'erano inoltre 3 chiese, 2 moschee, un ufficio postale telegrafico, una scuola urbana cittadina, un ospedale, un ospedale militare, fabbriche e impianti, 1791 palazzine. L'organizzazione dei servizi pubblici era a un livello basso, le case erano costruite principalmente di mattoni.
Durante i primi due decenni successivi alla rivoluzione russa e alla guerra civile, Aulie-Ata rimase una piccola città. Venne ribattezzata Mirzoyan (russo: "Мирзоян") nel 1936, in onore di Levon Mirzoyan (Левон Исаевич Мирзоян), un capo etnico armeno dei comunisti del Kazakistan. Nel 1938, dopo la perdita di potere di Mirzoyan, la città fu ribattezzata Dzhambul (russo: "Джамбул", Kazakh: "Жамбыл") dopo Zhambyl Zhabayev, un kazako akyn (cantante folk). A partire dagli anni '30, Dzhambul, insieme ad altri luoghi del Kazakistan, divenne meta di un gran numero di popoli deportati che furono oggetto di esilio interno. Milioni di tedeschi, ceceni, ucraini, coreani e altre minoranze etniche, insieme ad altri soggetti emarginati (ex kulaki, membri dell'aristocrazia, famiglie dei "nemici del popolo" condannati, ecc.) Furono costretti a trasferirsi in Kazakistan, molti di chi si stabilì a Dzhambul. Alcuni furono evacuati in Kazakistan e Dzhambul, durante la seconda guerra mondiale, dalle zone che erano o temevano di venire occupate dai tedeschi. La popolazione della città continuò a crescere durante gli anni '60 e '70, nonostante la fine degli esuli, a causa di uno slancio industriale che la città aveva ricevuto in quel periodo. Di conseguenza, Dzhambul aveva una popolazione estremamente diversificata composta da più gruppi etnici, il più grande dei quali era il russo, seguito dai kazaki. L'industrializzazione frenetica portò alla città numerosi servizi di vita urbana moderna, in precedenza in gran parte sconosciuti, come i tipici condomini sovietici ora tutte fornite di elettricità e acqua corrente; strade e trasporti pubblici; diversi istituti di istruzione superiore; grandi parchi pubblici, grandi magazzini, ecc.
Sebbene l'industria chimica e quella delle costruzioni costituissero il nucleo dell'economia della città, Dzhambul continuò a funzionare come un centro commerciale non ufficiale con la sua vicinanza alle altre repubbliche dell'Asia centrale e una popolazione relativamente mobile. La città era conosciuta nella zona per i suoi grandi bazar con gli agricoltori che vendevano prodotti agricoli da tutta la regione.

### Dopo l'indipendenza
Dzhambul, insieme a buona parte del Kazakistan, ha sofferto una grave crisi economica nei primi anni '90, dopo la disgregazione dell'Unione Sovietica, con molte industrie che si sono quasi fermate. Inoltre la chiusura delle fabbriche di fosfato ha diminuito il grave inquinamento del luogo. Anche i dati demografici della città sono cambiati drasticamente. La città perse una parte significativa della sua popolazione con l'esodo delle varie nazionalità che un tempo costituivano la sua diversità, in particolare i tedeschi del Volga e gli ebrei, così come molti russi e ucraini. Questa tendenza era parzialmente compensata dalla migrazione dei kazaki dalle aree rurali alla città. Il nome della città venne ancora cambiato con l'ortografia kazaka (Zhambyl) all'inizio del 1992 e con Taraz (Тараз) nel 1997. L'economia della città ha subito un parziale miglioramento nei primi anni 2000.

## Infrastrutture e trasporti
La città è dotata del vicino aeroporto che si trova a circa 10 chilometri dal centro.

## Sport

### Calcio
La squadra principale della città è il Taraz Fwtbol Klwbı.

## Clima
| Taraz (1991-2020) Fonte: | Mesi         | Mesi         | Mesi         | Mesi         | Mesi        | Mesi        | Mesi        | Mesi        | Mesi        | Mesi         | Mesi         | Mesi         | Stagioni | Stagioni | Stagioni | Stagioni | Anno  |
| Taraz (1991-2020) Fonte: | Gen          | Feb          | Mar          | Apr          | Mag         | Giu         | Lug         | Ago         | Set         | Ott          | Nov          | Dic          | Inv      | Pri      | Est      | Aut      | Anno  |
| ------------------------ | ------------ | ------------ | ------------ | ------------ | ----------- | ----------- | ----------- | ----------- | ----------- | ------------ | ------------ | ------------ | -------- | -------- | -------- | -------- | ----- |
| T. max. media (°C)       | 2,2          | 4,3          | 11,3         | 18,6         | 24,7        | 30,6        | 33,0        | 31,8        | 25,8        | 18,0         | 9,4          | 3,8          | 3,4      | 18,2     | 31,8     | 17,7     | 17,8  |
| T. media (°C)            | −3,0         | −1,3         | 5,3          | 12,2         | 18,0        | 23,4        | 25,5        | 23,9        | 17,9        | 10,9         | 3,6          | −1,6         | −2,0     | 11,8     | 24,3     | 10,8     | 11,2  |
| T. min. media (°C)       | −7,4         | −5,8         | 0,1          | 6,2          | 10,9        | 15,6        | 17,5        | 15,7        | 10,3        | 4,7          | −1,2         | −5,9         | −6,4     | 5,7      | 16,3     | 4,6      | 5,1   |
| T. max. assoluta (°C)    | 22,1 (2002)  | 25,0 (1963)  | 31,1 (1971)  | 33,5 (2021)  | 38,6 (2001) | 42,3 (2005) | 43,7 (1983) | 43,1 (2002) | 40,6 (1997) | 34,6 (2009)  | 29,0 (1995)  | 22,7 (1987)  | 25,0     | 38,6     | 43,7     | 40,6     | 43,7  |
| T. min. assoluta (°C)    | −38,9 (1969) | −40,0 (1951) | −25,0 (1955) | −12,2 (1948) | −5,2 (1989) | 3,0 (1975)  | 7,2 (1949)  | 3,0 (1978)  | −5,0 (1964) | −14,3 (1987) | −37,2 (1954) | −35,0 (1952) | −40,0    | −25,0    | 3,0      | −37,2    | −40,0 |
| Precipitazioni (mm)      | 29           | 37           | 38           | 49           | 40          | 27          | 18          | 10          | 10          | 31           | 34           | 32           | 98       | 127      | 55       | 75       | 355   |